# كان يا ما كان العالم الجديد
كان يا ما كان العالم الجديد مسلسل فرنسي مكون من 26 حلقة تم انتاجه في سنة 1991 وهو من إخراج ألبرت باريل.

## قصة المسلسل
يتناول المسلسل قصة قارة أمريكا و تاريخها والحضارات التي قامت بين أحضانها مثل الازتك والإنكا و شعب إنويت و يركز على الأحداث الفاصلة في تاريخ أمريكا مثل الحروب الهندية الأمريكية وحرب الاستقلال الأمريكية إلى آخره.

## الحلقات
- 1 الأمريكيون الأوائل.
- 2 الصيادون.
- 3 قاهرون القطب الشمالي.
- 4 أرض الأحلام.
- 5 بناة المدن والأهرامات.
- 6 الازتك قبل وصول ا1لإسبان.
- 7 كولومبوس الجزء الأول.
- 8 كولومبوس الجزء الثاني.
- 9 كورتيز و شعب الأزتك.
- 10 كورتيز وشعب الأزتك.
- 11 بيزا و حضارة الإنكا.
- 12 جاك كارتييه.
- 13 المغامرون الإسبان.
- 14 شامبلان.
- 15 مستعمرات إنجلترا ال 13.
- 16 الهنود الحمر في القرن 17
- 17 الهنود الحمر في القرن 18
- 18 نهاية الحلم الفرنسي.
- 19 استقلال المستعمرات الإنجليزية.
- 20 جورج واشنطن.
- 21 عصر العبودية.
- 22 رواد الغرب.
- 23 سيمون بوليفار.
- 24 حمى الذهب.
- 25 نهاية الهنود الحمر.
- 26 أمريكا...أمريكا.

## روابط خارجية
- كان يا ما كان العالم الجديد على موقع IMDb (الإنجليزية)
- كان يا ما كان العالم الجديد على موقع كينوبويسك (الروسية)
- كان يا ما كان العالم الجديد على موقع ألو سيني (الفرنسية)
- كان يا ما كان العالم الجديد على موقع قاعدة بيانات الفيلم (الإنجليزية)